# Achterklinker
Een achterklinker of achterste klinker is een klinker waarvan de articulatie zover mogelijk naar achteren in de mond is gelegen, zonder dat er evenwel sprake is van enige afsluiting van het spraakkanaal waardoor de articulatie in die van een medeklinker zou veranderen. Achterklinkers worden soms ook wel "doffe klinkers" genoemd, omdat hun klank over het algemeen als donkererder wordt ervaren dan die van voorklinkers.
In het Internationaal Fonetisch Alfabet worden de volgende acht achterklinkers onderscheiden:
- ongeronde gesloten achterklinker [ɯ]?
- geronde gesloten achterklinker [u]?
- ongeronde halfgesloten achterklinker [ɤ]?
- geronde halfgesloten achterklinker [o]?
- ongeronde halfopen achterlinker [ʌ]?
- geronde halfopen achterklinker [ɔ]?
- ongeronde open achterklinker [ɑ]?
- geronde open achterklinker [ɒ]?